# Parallelia properata
Parallelia properata là một loài bướm đêm trong họ Erebidae.